# Виртуелизација
У рачунарству, виртуелизација означава начин стварања виртуелне верзије рачунарских ресурса. То може укључивати виртуелне рачунарске хардверске платформе, уређаје за складиштење података и рачунарске мрежне ресурсе. За корисника (човек или програм) нема разлике између стварне или виртуелне верзије.
Виртуелизација је почела 1960-тих година, као метода за логичку поделу системских ресурса mainframe рачунара између различитих апликација. Од тада се значење овог термина проширило.

## Виртуелизација хардвера
Хардверска виртуелизација или виртуелизација платформе односи се на стварање виртуелне машине која се понаша као прави рачунар са оперативним системом. Софтвер који се извршава на овим виртуелним машинама је одвојен од стварних хардверских ресурса. На пример, рачунар са оперативним системом Microsoft Windows може покренути виртуелну машину на којој ће бити инсталиран Ubuntu Линукс. На виртуелној машини која ради на Ubuntu Линуксу, све ће функционисати као да је заиста инсталиран Линукс на некој физичкој машини.

## Виртуелизација радне површине
Виртуелизација радне површине је концепт одвајања логичке радне површине од физичке машине. 
Виртуелна инфраструктура радне површине (VDI) може се сматрати напреднијим обликом виртуелизације хардвера. Уместо да директно комуницира са главним рачунаром преко тастатуре, миша и монитора, корисник комуницира са главним рачунаром помоћу другог рачунара или мобилног уређаја путем мрежне везе, као што су LAN, бежични LAN или интернет. Тако рачунар који покреће виртуелну машину у овом сценарију постаје серверски рачунар који може истовремено покренути више виртуелних машина за више корисника.

## Контејнеризација
Виртуелизација на нивоу оперативног система, позната и као контејнеризација, односи се на функцију оперативног система у којој језгро омогућава постојање више изолованих инстанци корисничког простора. Такве инстанце, назване контејнери, виртуелна окружења (VE) или затвори (FreeBSD затвор или chroot затвор), могу изгледати као прави рачунари са становишта програма који се у њима одвијају. Рачунарски програм који ради на стварном физичком рачунару и оперативном систему може видети све ресурсе (повезане уређаје, датотеке, снагу процесора, хардверске могућности) тог рачунара. Међутим, програми који се изводе унутар контејнера могу видети само садржај и уређаје који су додељени истом контејнеру. 
Контејнеризација је постала популарна и значајна 2014. године, увођењем Докера.

## Остале врсте
Софтвер
- Виртуелизација апликација и радног простора представља изолацију појединачних апликација из оперативног система и других апликација; блиско повезан са концептом преноснивих апликација
- Виртуелизација сервиса представља опонашање специфичних компоненти у хетерогеним компонентама заснованим на апликацијама које се покрећу путем АПИ интерфејса, апликације засноване на облаку.

Меморија
- Виртуелизација меморије: нагомилавање ресурса меморије са насумичним приступом (RAM) из умрежених система у једно велико складиште меморије
- Виртуелна меморија: даје апликацији утисак да има суседну радну меморију, изолујући је од основне физичке меморије

Складиштење
- Виртуелизација складиштења података: процес потпуне апстракције логичке меморије од физичке меморије
- Дистрибуирани систем датотека: било који систем датотека који омогућава приступ датотекама са више сервера који се деле преко рачунарске мреже
- Виртуелни систем датотека: слој апстракције на врху датотечног система који клијентским апликацијама омогућава приступ различитим типовима датотечних система на јединствен начин
- Хипервизор за складиштење: софтвер који управља виртуелизацијом складиштења и комбинује физичке ресурсе у један или више флексибилних складишта логичке меморије[9]
- Виртуелни диск: рачунарски програм који опонаша диск јединицу као што је тврди диск или оптички диск

Подаци
- Виртуелизација података: презентација података као апстрактни слој, независан од основних база података, структура и складишта
- Виртуелизација базе података: одвајање слоја базе података

Мрежа
- Виртуелизација мреже: стварање виртуелног мрежног  адресног простора унутар или преко мрежних подмрежа (subnet)
- Виртуелна приватна мрежа (VPN): мрежни протокол који замењује физичку жицу или друге физичке медије у мрежи са апстрактним слојем, омогућавајући да се мрежа креира путем интернета.